# Monte Calvo di Tozze
Il Monte Calvo di Tozze (834.2 m s.l.m.)  è un rilievo situato nel comune di Itri in provincia di Latina nel Lazio, all'interno del territorio del parco naturale dei Monti Aurunci.